# جائزة غرامي لأفضل ألبوم جاز لاتيني
جائزة الغرامي لأفضل ألبوم جاز لاتيني (بالإنجليزية: Grammy Award for best latin jazz  Album)‏ هي جائزة تقدمها الأكاديمية الوطنية لتسجيل الفنون والعلوم (NARAS) سنويا ضمن حفل توزيع جوائز الغرامي،لأفضل ألبوم جاز لاتيني.